# Kobylí důl 472
Městský dům Kobylí Důl 472, též známý pod názvem Šlechtův dům, je městský dům v centru České Třebové. Je součástí Městské památkové zóny a od 4. září 2007 je chráněnou kulturní památkou. Jedná se převážně o kamenný dům obdélníkového půdorysu, s pavlačí, zachovalou černou kuchyní, lomenicí ve štítu a kukličkou. Dům byl postaven v roce 1813 a některé části přízemí jsou pravděpodobně ještě starší. Je umístěný ve svahu a souběžně s ulicí.

## Historie[2]
- Dům byl postaven v roce 1813, patrně na základech staršího domu, je možné, že některé zachované části jsou staršího data. To by pomohl stanovit stavebně-historický průzkum, zda byl proveden není známo.
- 15.12.1869 zakoupil dům Josef Vebr.
- 6.8.1892 vypukl v domě požár, který se povedlo včas uhasit.
- 20.12.1900 se majitelkou domu stala Josefa Blažková, dcera Josefa Vebra.
- 7.12.1901 předala Josefa Blažková polovinu domu svému manželovi, Ferdinandu Blažkovi.
- 13.3.1904 Ferdinand Blažek zemřel a Josefa Blažková se opět stala majitelkou celého domu, která v něm žila se svými 7 dětmi.
- 5.10.1938 Josefa Blažková zemřela a dům připadl jejímu synovi Josefu Blažkovi s manželkou Hedvikou. Josef Blažek ve stavení provozoval obuvnickou živnost.
- V roce 1945 se majitelem domu stala rodina Šlechtova.
- 4.9.2015 prodal Milan Šlechta dům manželům Rickwoodovým z České Třebové, kteří jej přes společnost bricky, s.r.o. vlastnili až do roku 2023.
- V lednu 2023 byl dům i s pozemkem nabízen k prodeji za cenu 1,8 milionu Kč.
- 28.3.2023 získal dům nového majitele a ten již zahájil přípravy na kompletní rekonstrukci.

## Stavební podoba
Dům je cenným dokladem regionálně podmíněné stavební produkce z přelomu 18. a 19. století, s velkým množstvím dochovaných původních konstrukčních i architektonických prvků.
Reprezentuje vysokou úroveň řemeslného zpracování i tehdejšího estetického pojetí zdejšího lidového stavitelství. Urbanisticky významná - pohledově exponovaná poloha v uliční frontě.
Jedná se o jednopatrový objekt na obdélném půdorysu v podélné orientaci k ulici.
Sedlová střecha s kabřincem a podlomením, na podélné straně do ulice přetažena nad pavlač.
Exteriér: Hladké vápenné omítky, bílení; dřevěné součásti opatřeny černohnědým nátěrem.
Podélné uliční průčelí je v přízemí trojosé se vstupem uprostřed (rámové dveře v dřevěné zárubni pozdně klasicistního typu). V patře pětiosé s bedněnou pavlačí po celé délce.
Pavlač je doplněna vyřezávanými dřevěnými sloupky, nesoucími přesah střechy.
Okna jsou dřevěná, dvoukřídlá se zděnou špaletou, křídla v líci fasády.
Na štítové straně se uplatňuje dřevěná lomenice s širokým podlomením a kukličkou ve vrcholu. Je bedněná šikmo vstřícně kladenými přelištovanými prkny ke středové lati. V bednění jsou vyříznuty dva kvadrilobické vyzírky. Střecha je kryta lepenkovými pásy.
Interiér: V přízemí se nachází uhlárna, chodba a velká místnost s chladnou komorou. V prvním patře je černá kuchyně s dochovaným dymníkem, chodba a 2 velké místnosti. Půda není využívána k obytným účelům.
Původně se jednalo o dvojdům, ale mladší polovina s čp. 471, vystavěná v roce 1848, byla 9.10.1986 zbourána kvůli velmi špatnému stavebně-technickému stavu.

## Stav v roce 2023
Stav domu je před kompletní rekonstrukcí. Je nutná výměna střechy, některé stropy se propadají a dům je viditelně vlhký.
Nový majitel aktuálně připravuje kompletní rekonstrukci objektu.

## Galerie

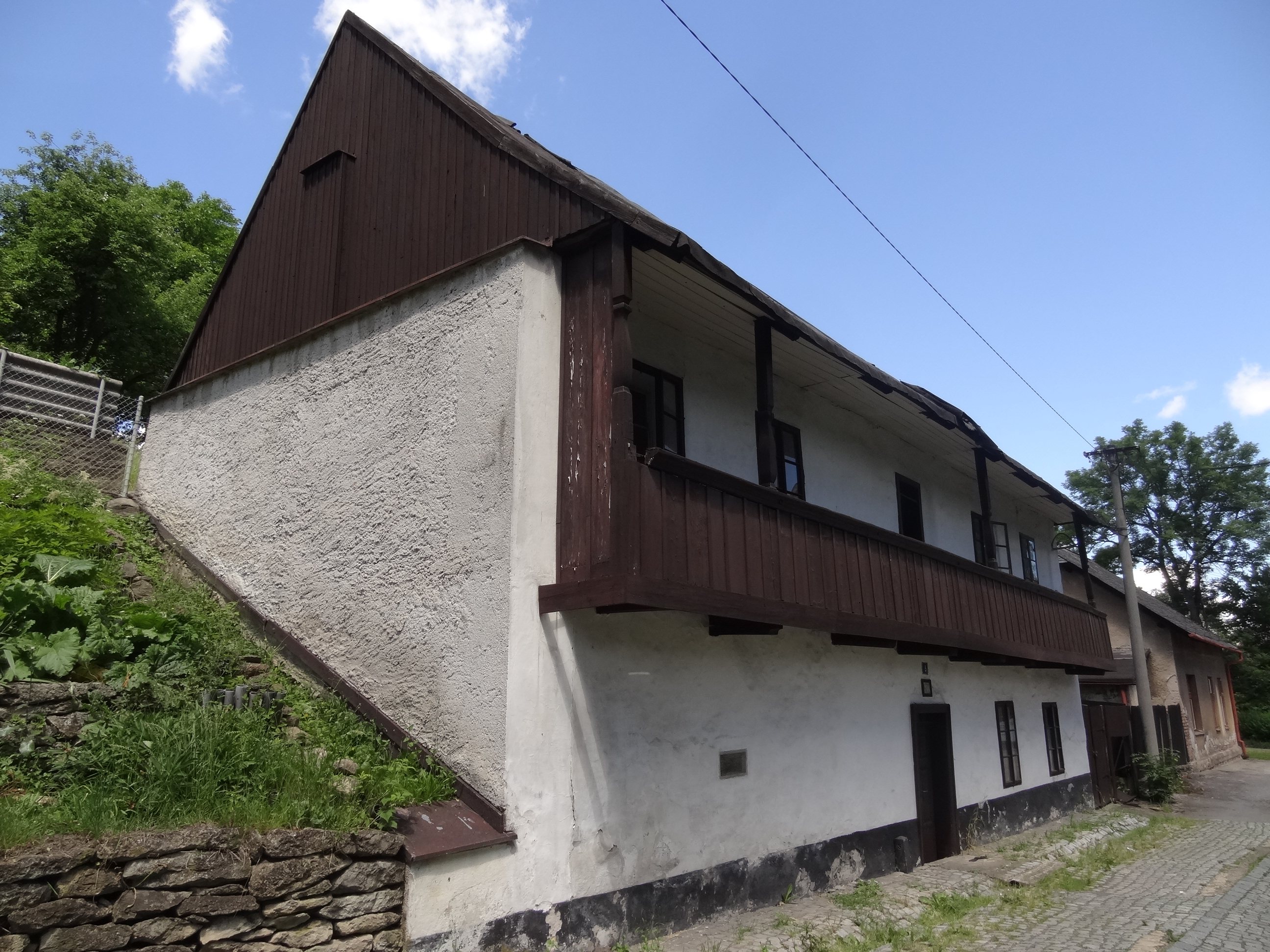
Původně stály vedle sebe 2 identické domy. Dům s čp. 471 byl v 80. letech zbourán a zůstal pouze dům s čp. 472.
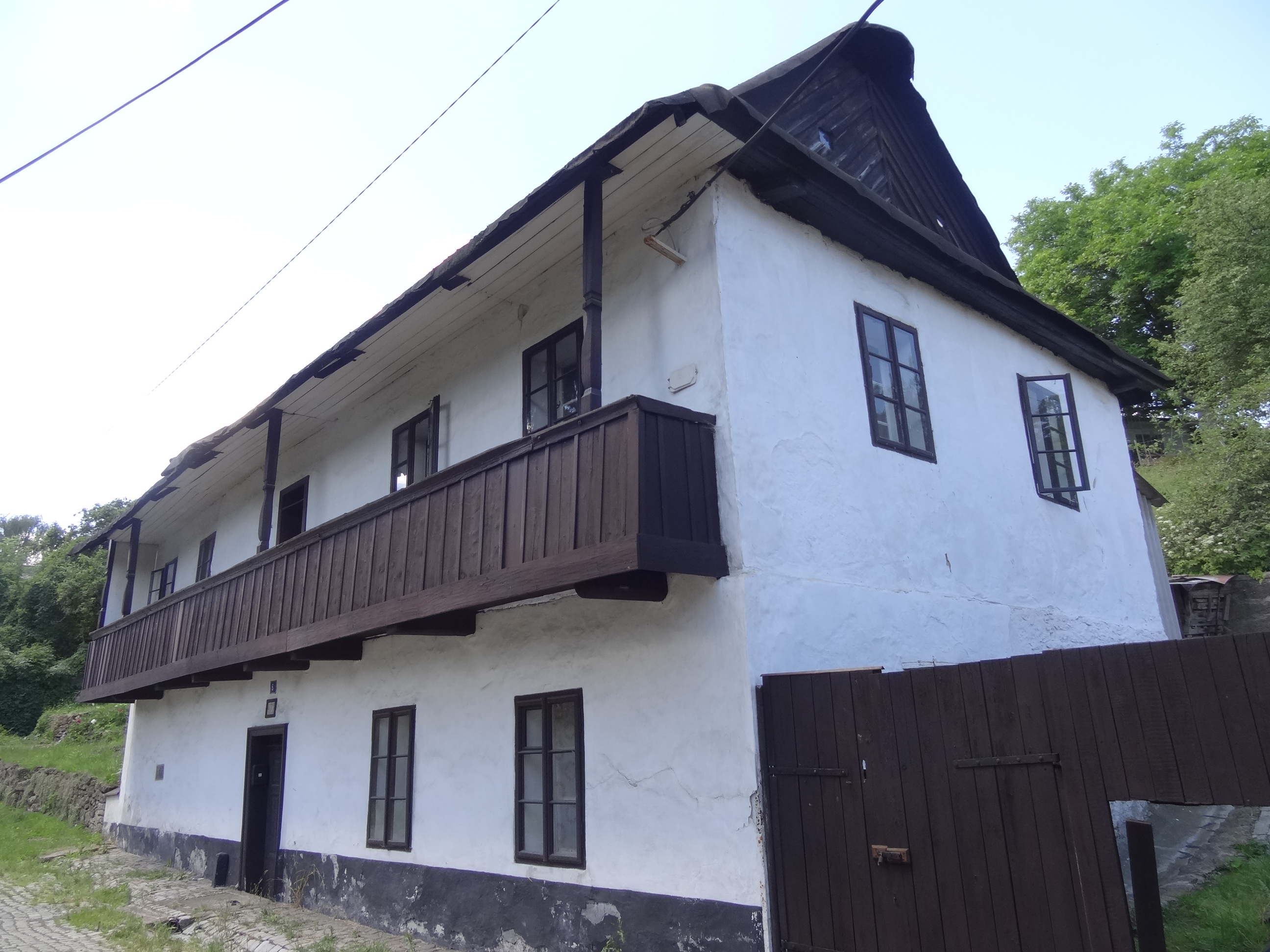
Pavlač je přes celý dům
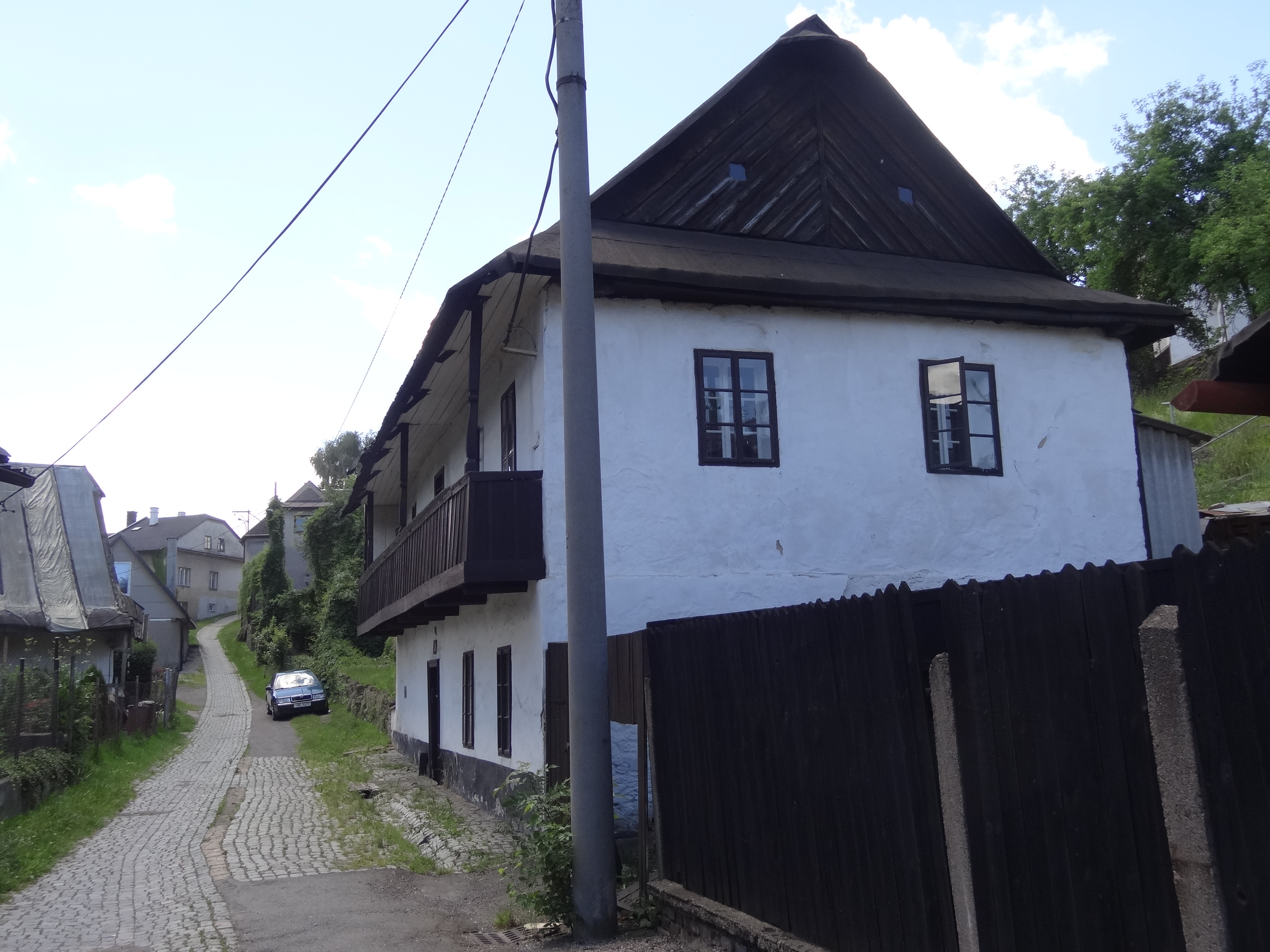
Štít obsahuje lomenici a kukličku. Na levé straně ulice je vidět Popova chalupa, která byla postavena v roce 1801 a v roce 2021 proběhla demolice.
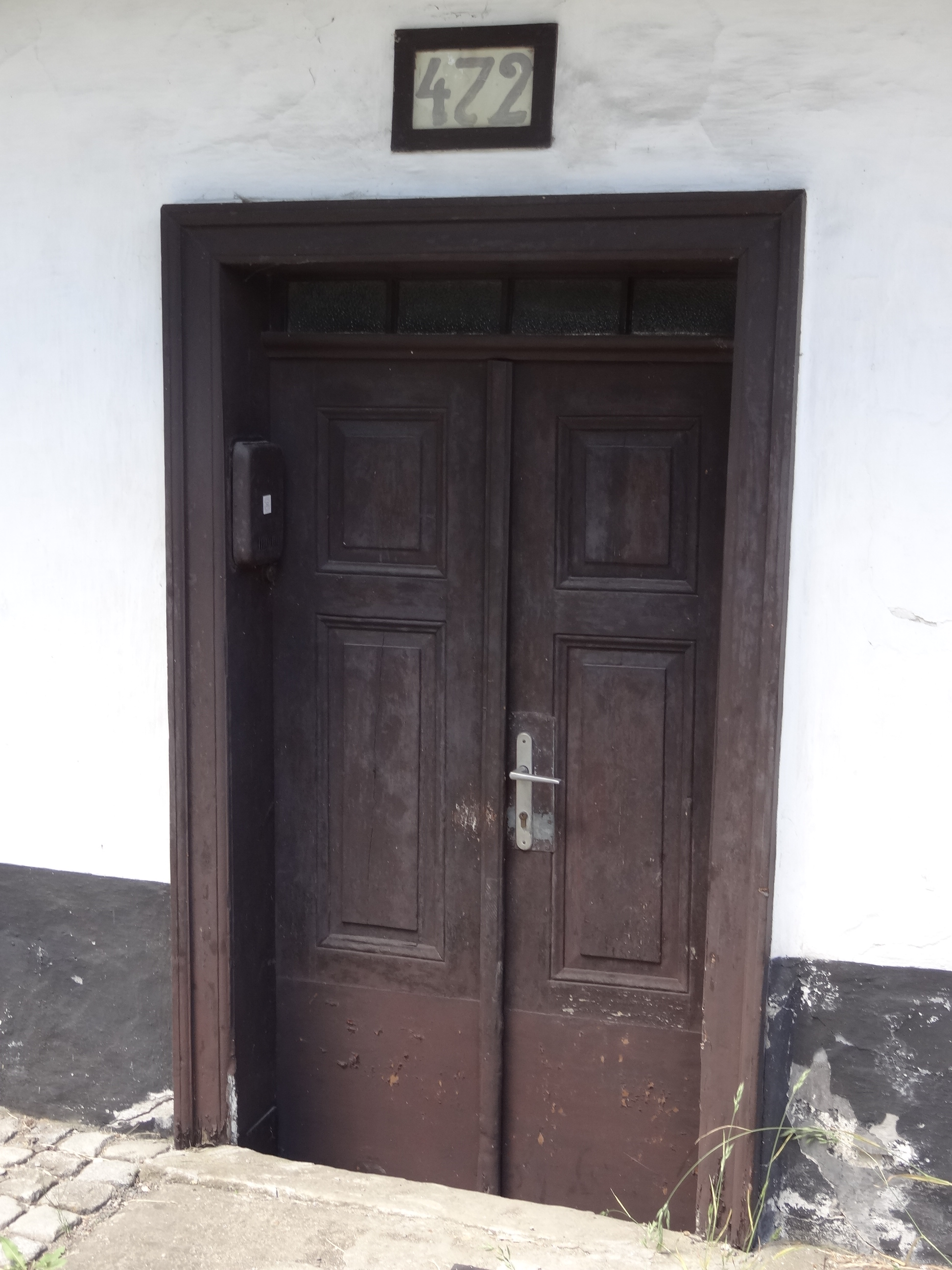
Detail vstupních dveří